# Lando van den Berg
Jan Willem van den Berg, bekend als pater Lando van den Berg O.F.M., (Wamel, 12 juni 1913 – Amsterdam, 6 oktober 1969) was een Nederlands priester, beeldhouwer, glazenier, monumentaal kunstenaar, schilder en docent.

## Leven en werk
Van den Berg was een zoon van de schipper Franciscus Antonius van den Berg en Johanna Wilhelmina Gubbels. In 1935 trad hij in in het Franciscanerklooster aan de Leunseweg in Venray, hij verhuisde later naar het Alvernaklooster in Wijchen en werd in 1940 tot priester gewijd. In dat laatste jaar trok hij naar Amsterdam om te studeren aan de Rijksnormaalschool voor Teekenonderwijzers, hij woonde er aan het Waterlooplein. Van den Berg was tijdens de Tweede Wereldoorlog actief in het verzet, in 1942 moest hij vluchten en trok naar Zwitserland. Tijdens de oorlog studeerde hij in Fribourg en Parijs. Na de oorlog terug in Nederland, haalde hij in 1946 de M.O.-akte tekenen.
Van den Berg maakte als monumentaal kunstenaar onder meer glas-in-loodramen, mozaïeken, muurschilderingen en reliëfs. Zijn glaswerk is vooral figuratief, met langgerekte mensfiguren, een sterke detaillering en gekleurde omkadering om de figuurgroepen. Vanaf de jaren zestig liet hij het grisailleren achterwege en werden zijn ramen lichter. Hij was ook actief als restauratieschilder en gaf les aan het rooms-katholiek gymnasium. Hij was lid van de Algemene Katholieke Kunstenaarsvereniging.
Van den Berg overleed op 56-jarige leeftijd.

## Werken (selectie)
- 1952 wandschildering voor de Generale Curie in Rome
- 1960 glas in lood voor het Onze Lieve Vrouwe Gasthuis, Amsterdam
- 1961 drie ramen voor de Sint-Barbarakerk in Dreumel
- 1962-1963 wandversiering van de Emmaüsgangers en symbolen van de vier evangelisten in de Sint-Franciscuskerk, Franeker
- 1962-1963 wandversiering van de doopkapel in de Goddelijke Verlosserkerk in Drachten
- 1963-1965 glas in lood voor de Willibrorduskerk in Ammerzoden
- 1964 glas in lood voor de Sint-Petrus' Bandenkerk in Diemen
- 1964 glas in lood voor de Tichelkerk in Amsterdam

## Afbeeldingen

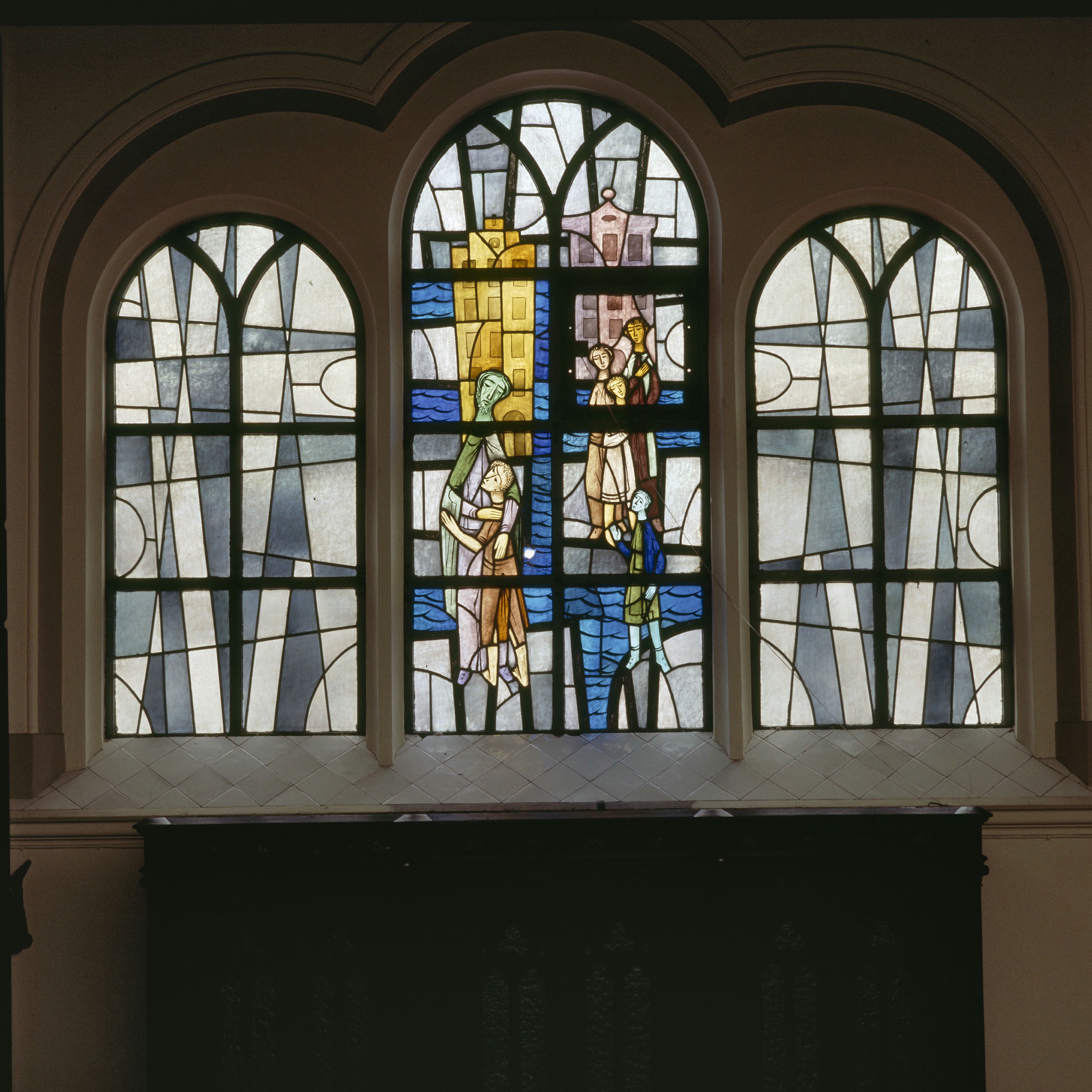